# 北海道八雲養護学校

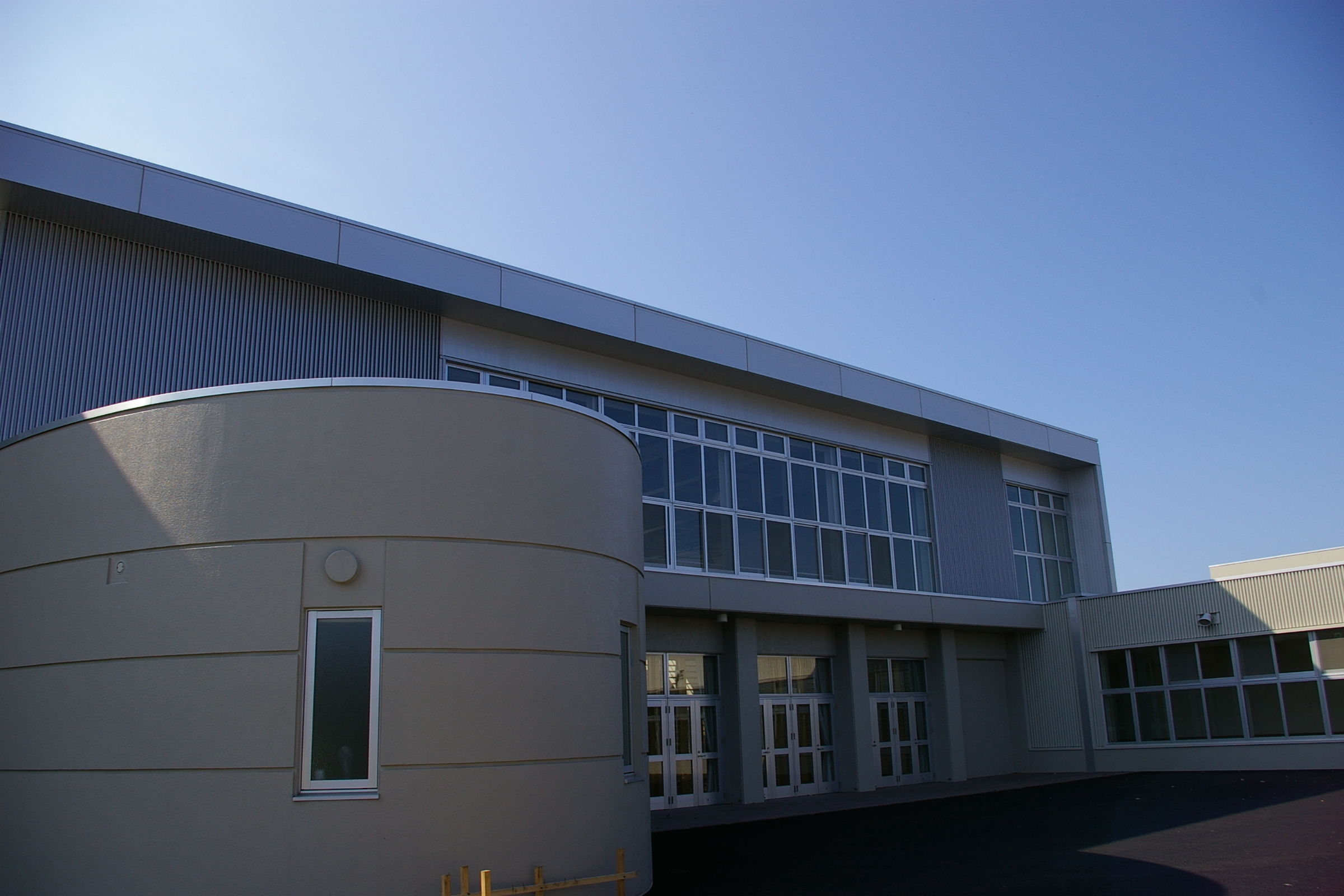
北海道八雲養護学校
体育館

北海道八雲養護学校（ほっかいどうやくもようごがっこう）は、北海道二海郡八雲町にあった北海道立の特別支援学校（病弱）。2020年8月、北海道手稲養護学校三角山分校として札幌市西区山の手に移転した。

## 概要
国立病院機構八雲病院に隣接する北海道立の特別支援学校（病弱）であった。当時、北海道内の特別支援学校（病弱）は3校あり、札幌市立山の手養護学校、北海道五稜郭養護学校、北海道八雲養護学校であった。本校には小学部・中学部・高等部があり、主に筋ジストロフィー、重症心身障害などの児童生徒が病院から通っていた。

## 沿革
北海道八雲養護学校は1957年（昭和32年）6月1日、国立療養所内に八雲小・中学校の特殊学級（ひまわり学院）として開設されたことに始まる。40名程度の小児結核の児童を対象として国立療養所第3病棟内に併置されたものである。結核が徐々に減少してきたのに伴い、慢性疾患・肢体不自由児の児童生徒が入学するようになってきた。
1963年（昭和38年）、関係者の尽力が実って八雲小・中学校ひまわり分校に昇格した。
児童生徒数も増加し、町関係者の努力により、1970年（昭和45年）に道立移管が実現して、北海道八雲養護学校となった。
2005年1月に新校舎が完成し、翌2006年3月に新体育館が完成した。
2007年6月に創立50周年を迎えた。
2020年7月27日の1学期終業式をもって八雲養護学校の校舎は閉鎖となり、8月に北海道手稲養護学校三角山分校として札幌市西区山の手に移転した。